# Dov Elkabas
Dov Joseph Elkabas (Amsterdam, 5 november 1968) alias DJ The Prophet is een Nederlands-Israëlische DJ- en muziekproducent. Hij wordt beschouwd als een van de grondleggers van hardstyle muziek, een van zijn bijnamen is hierom dan ook: 'the Godfather of Hardstyle'. Hij is tevens oprichter en eigenaar van het grootste hardstylelabel, Scantraxx Recordz.

## Biografie
Dov Elkabas is als muzikant en ondernemer autodidact (hij heeft naar eigen zeggen "nooit een school afgemaakt"). Hij begon professioneel te draaien in 1983, nadat hij in de Amsterdamse discotheek Het Nijlpaardenhuis de eigenaar wist te overtuigen hem als resident DJ aan te stellen. Hij kocht betere draaitafels en begon te experimenteren.
Later kwam hij terecht bij de Amsterdamse hiphop-discotheek Akhnaton, en produceerde onder meer de eerste platen van de Osdorp Posse. In 1991 begon hij The Dreamteam met DJ Dano, Buzz Fuzz en Gizmo. Deze groep speelde een pioniersrol binnen de toen nog vrij onbekende gabber en hardcore. Later ging hij zich echter meer op hardstyle en andere stijlen richten. Zijn producties verschenen op vinyl en CDs bij onder meer labels als ID&T en Q-dance. Zijn muziek veranderde voornamelijk naar 150 beats per minute. Hij richtte in 2002 het platenlabel Scantraxx Recordz op. In 2014 verscheen zijn eerste reguliere album onder eigen naam, Louder. Dov zijn 'roots' liggen in Israël en Amsterdam, de stad waar hij is geboren. In 2009 gaf hij in een interview aan veel familie in Israël te hebben, waaronder zijn moeder, zusje, ooms, tantes, neven en nichten.
Op 2 augustus 2022 kondigde Dov aan dat hij na 35 jaar als DJ- en muziekproducent in 2023 stopt en een zich gaat focussen op een nieuwe creatieve loopbaan.

## Discografie

### Albums
| Albumnaam                                 | Jaar | Label                     | Bijzonderheden                                           |
| ----------------------------------------- | ---- | ------------------------- | -------------------------------------------------------- |
| In The Mix                                | 1996 | ID&T                      | mix-cd                                                   |
| Best Of The Prophet                       | 1997 | ID&T                      |                                                          |
| Go Get Ill                                | 2000 | Masters Of Hardcore       | uitgebracht op 10' onder de naam Buzz Fuzz & The Prophet |
| Kick Azz                                  | 2002 | Masters Of Hardcore       | Onder de naam The Masochist                              |
| Scantraxx presentz: HardheadZ             | 2002 | Scantraxx / Digidance     | mix-cd samen met DJ Pavo                                 |
| Qlimax 5                                  | 2003 | Q-Dance                   | mix-cd                                                   |
| Bounzz 2004 - The 2nd Edition             | 2004 | BMG                       | mix-cd met ook bijdragen van DJ Dano                     |
| History Of Hardcore 4 - Dreamteam Edition | 2004 | Sony                      | mix-cd + dvd                                             |
| Scantraxx Volume 2                        | 2004 | Sony / Scantraxx          | mix-cd dubbel                                            |
| 3xhard3r                                  | 2005 | Digidance                 | mix-cd met bijdragen van DJ Ruthless en Korsakoff        |
| Hard - 80 Minutes Hard In The Mix         | 2006 | Cloud 9 Music / Scantraxx | mix-cd hardstyle / hardcore                              |
| The Prophet Hard2                         | 2006 | Cloud 9 Music / Scantraxx | mix-cd house / hardstyle / hardcore                      |
| The Prophet Hard3                         | 2008 | Cloud 9 Music Scantraxx   | mix cd hardstyle / hardcore                              |
| The Prophet - Louder                      | 2014 | Scantraxx                 | hardstyle                                                |
| LOUDER Accapella Pack                     | 2014 | Scantraxx Special         |                                                          |
| The Hardcore Archive Part 1, 2, 3, & 4    | 2022 | Scantraxx                 | 4 parts of Hardcore archives by The Prophet              |
| From The Hard                             | 2023 | Scantraxx                 | His last album ever!                                     |

### Singles, ep's, onofficiële uitgaven
| Single                                                   | Jaar | Label                            | Bijzonderheden                                                                                                  |  |
| -------------------------------------------------------- | ---- | -------------------------------- | --- |  |
| The Source                                               | 1992 | DT Music                         | onder de naam Avantguarde                                                                                       |  |
| To The Rhythm                                            | 1992 | DT Music                         | onder de naam Collage                                                                                           |  |
| Cook & Curry                                             | 1993 | Mokum Records                    | onder de naam Cookiemunsta                                                                                      |  |
| Dominatin'                                               | 1993 | Dreamteam Productions            | Daniël Leeflang                                                                                                 |  |
| Thunderdome 4 (EP)                                       | 1993 | Dreamteam Productions            | |  |
| Vibrate                                                  | 1993 |                                  | |  |
| Allright Now Here We Go!!!                               | 1994 | Dreamteam Productions            | remixer Mark Vos                                                                                                |  |
| Featuring "The Highest Sense..."                         | 1994 | Say No More                      | |  |
| Housetime!                                               | 1995 | Test Crash Records               | |  |
| Big Boys Don't Cry                                       | 1995 | Pengo                            | |  |
| I Love You                                               | 1995 | Boedha Records                   | |  |
| Freeze Now                                               | 1995 | Boedha Records                   | |  |
| The Way You Make Me                                      | 1995 | Pengo Records                    | Met DJ Delirium                                                                                                 |  |
| We ♥ To Party                                            | 1995 | Test Crash Records               | Met DJ Delirium                                                                                                 |  |
| Cyberzone                                                | 1995 | Cyberzonic Records               | |  |
| Freeze Now                                               | 1995 | Boedha Records                   | |  |
| Godzilla Project                                         | 1995 | Pinguins Music                   | onder de naam The Rose                                                                                          |  |
| Godzilla Project Part 2                                  | 1995 | Pinguins Music                   | onder de naam The Rose                                                                                          |  |
| Housetime                                                | 1995 | Test Crash Records               | |  |
| I Love You                                               | 1995 | Boedha Records                   | |  |
| Tutti Frutti                                             | 1995 | Test Crash Records               | onder de naam Commotion                                                                                         |  |
| What I Want                                              | 1995 | Mokum Records                    | onder de naam Pineapple Jack                                                                                    |  |
| Butterfly's                                              | 1996 | Boedha Records                   | onder de naam The Rose                                                                                          |  |
| Da Boomin' Bass                                          | 1996 | Sativa                           | onder de naam The Prophet & DJ Delirium samen met de Amerikaan Jeremy Malvasia                                  |  |
| Equal In Life Equal In Love                              | 1996 | Test Crash Records               | onder de naam Better World                                                                                      |  |
| Hakkûh                                                   | 1996 | ID&T                             | split-ep met 3 Steps Ahead (Peter-Paul Pigmans)                                                                 |  |
| Feels So Real                                            | 1996 | ID&T                             | With DJ Delirium                                                                                                |  |
| I Like It Loud                                           | 1996 | Test Crash Records               | |  |
| Keep It Up                                               | 1996 | Bzrk Records                     | onder de naam Nina Feranzano & Buzz Fuzz                                                                        |  |
| Power Pill                                               | 1997 | H2OH Recordings                  | samen met de Amerikaanse harcoreproducer Omar Santana                                                           |  |
| Return Of The Zilla                                      | 1997 |                                  | The Rose; enkelzijdige uitgave                                                                                  |  |
| What Iz Life?                                            | 1997 | Dreamteam Productions            | |  |
| Masochizm                                                | 1998 | ID&T                             | onder de naam The Masochist                                                                                     |  |
| Masochizm - The 2nd Strike                               | 1998 | ID&T                             | onder de naam The Masochist                                                                                     |  |
| Roll The Place                                           | 1998 | ID&T                             | samen met Mark Vos onder de naam Buzz Fuzz & The Prophet                                                        |  |
| Volume 3                                                 | 1998 | ID&T                             | onder de naam The Masochist                                                                                     |  |
| 6                                                        | 1999 | ID&T                             | onder de naam The Masochist                                                                                     |  |
| Part 4 - The Remixes                                     | 1999 | ID&T                             | onder de naam The Masochist remixer DJ Paul Elstak                                                              |  |
| Harakiri Vol. 1                                          | 1999 | BZRK Records                     | |  |
| The Fifth Edition                                        | 1999 | ID&T                             | onder de naam The Masochist                                                                                     |  |
| The Seventh Religion                                     | 1999 | ID&T                             | onder de naam The Masochist                                                                                     |  |
| The Tunnel                                               | 1999 | Rotterdam Records                | onder de naam The Masochist samen met DJ Neophyte (Jeroen Streunding uit Rotterdam)                             |  |
| Get Retarded                                             | 2000 | Masters Of Hardcore              | onder de naam The Masochist samen met Bass-D & King Matthew, ook bekend als Eugenio Dorwart & Mathijs Hazeleger |  |
| Marq 1                                                   | 2000 | Megarave Records                 | onder de naam Marquiz de Sade                                                                                   |  |
| Go Get Ill                                               | 2000 | Masters of Hardcore              | Met DJ Buzz Fuzz                                                                                                |  |
| The 8th Domain                                           | 2000 | Masters Of Hardcore              | onder de naam The Masochist                                                                                     |  |
| 10 Inch                                                  | 2001 | Masters Of Hardcore              | onder de naam The Masochist                                                                                     |  |
| Shout Out                                                | 2001 | D-Boy Black Label                | onder de naam The Masochist samen met de Italiaanse act Digital Boy (Luca Pretolesi)                            |  |
| The Ninth Gate                                           | 2001 | Masters Of Hardcore              | onder de naam The Masochist                                                                                     |  |
| Chemistry                                                | 2002 | Masters Of Hardcore              | onder de naam The Masochist                                                                                     |  |
| Hardbazz Powah!                                          | 2002 | Scantraxx                        | onder de naam Dopeman                                                                                           |  |
| Loud & Proud                                             | 2002 | Masters Of Hardcore              | onder de naam The Masochist                                                                                     |  |
| Come Closer                                              | 2003 | Digidance                        | onder de naam Rokk Wild                                                                                         |  |
| Follow The Leader                                        | 2003 | Q-Dance                          | |  |
| Hardstyle Baby                                           | 2003 | Scantraxx                        | |  |
| Drop It                                                  | 2003 | Scantraxx Special                | Hardstyleversie van Drop It, een eerbetoon aan 3 Steps Ahead                                                    |  |
| Scratched                                                | 2003 | Scantraxx                        | samen met DJ Dana                                                                                               |  |
| Sweet Love                                               | 2003 | Vocal Bizz Recordings            | onder de naam Stardancer                                                                                        |  |
| Another Track                                            | 2004 | Scantraxx                        | onder de naam The Prophet vs SMF                                                                                |  |
| Shizzle My Dizzle                                        | 2004 | Scantraxx                        | samen met DJ Duro (=Sjoerd Janssen)                                                                             |  |
| Follow The Leader                                        | 2004 | Scantraxx                        | With DJ Duro |  |
| Shizzle My Dizzle The Remixes                            | 2005 | Scantraxx                        | samen met DJ Duro (=Sjoerd Janssen)                                                                             |  |
| Stereo Killa                                             | 2005 | ScantraXXL                       | samen met de Duitse producer Marc Acardipane (=Marc Trauner)                                                    |  |
| Kill The Rmx / LDMF                                      | 2005 | ScantraXXL                       | onder de naam The Masochist                                                                                     |  |
| Bitcrusher/Mani-X                                        | 2005 | With The Beholder & Max Enforcer | Seismic Records                                                                                                 |  |
| Emergency Call                                           | 2005 | Q-Dance                          | Defqon.1 anthem 2005                                                                                            |  |
| Big Boys Don't Cry / Allright Now Here We Go!!!?         | 2006 | ScantraXXL                       | |  |
| Stampuhh / On Da Wheelz                                  | 2006 | Scantraxx                        | samen met Deepack                                                                                               |  |
| Payback / Atackk                                         | 2006 | M!D!FY                           | samen met Brennan Heart                                                                                         |  |
| Dipswitch / OG Pimp 2006                                 | 2006 | Scantraxx Specials               | |  |
| Fucking Pornstar / Cocaine Bizznizz                      | 2006 | Scantraxx                        | |  |
| High Rollerz / Scar Ur Face                              | 2007 | Scantraxx Reloaded               | samen met Headhunterz                                                                                           |  |
| Prozaxx / Spin me up                                     | 2007 | Scantraxx Reloaded               | Samen met Zatox                                                                                                 |  |
| Remixx3d 001                                             | 2007 | Scantraxx                        | |  |
| Chubby / Fuck-R                                          | 2008 | Scantraxx                        | |  |
| Cold Rockin' / Alive                                     | 2008 | Scantraxx Silver                 | Samen met Wildstylez                                                                                            |  |
| Public Enemy #1 / Timebomb                               | 2008 | ScantraXXL                       | onder de naam The Masochist                                                                                     |  |
| Recession / Morphed                                      | 2009 | Scantraxx                        | |  |
| Summer Of Hardstyle                                      | 2009 | Scantraxx                        | Samen met Headhunterz, onder de namen: Proppy & Heady                                                           |  |
| Sampler                                                  | 2009 | Scantraxx Special                | A1. The Prophet - Counterfeit                                                                                   |  |
| Psycho Ex                                                | 2009 | Titanic Records                  | With Technoboy, ft. Shayla                                                                                      |  |
| My Religion / Don't Touch Me / Black Stripez             | 2010 | Scantraxx Silver                 | Don't Touch Me samen met Shayla                                                                                 |  |
| Elites / My Worship                                      | 2010 | Scantraxx Silver                 | |  |
| Pitch Black                                              | 2011 | Scantraxx Special                | Official Black 2011 Anthem                                                                                      |  |
| I Like It Rammuhloud (X-Pander Mash-Up)                  | 2011 | Free Release                     | |  |
| Wake Up! / Till U Believe It / Face the Enemy (Zany Rmx) | 2011 | M!D!FY                           | With Brennan Heart                                                                                              |  |
| Wake Up! (The Prophet's Hardcore Remuxx)                 | 2011 | Free Release                     | With Brennan Heart                                                                                              |  |
| Window Of Time / Really Don't Care                       | 2011 | Scantraxx                        | |  |
| Forget About It                                          | 2011 | Scantraxx                        | |  |
| Summer Of 2011 (Prophet's Refixx)                        | 2011 | Scantraxx                        | Samen met Headhunterz, onder de namen: Proppy & Heady                                                           |  |
| Shizzle (2011 Remuxx)                                    | 2011 | Scantraxx                        | Samen met DJ Duro                                                                                               |  |
| Ordinary Life                                            | 2012 | Scantraxx Special                | |  |
| One Moment                                               | 2012 | Scantraxx                        | |  |
| Mindkiller                                               | 2012 | Scantraxx                        | |  |
| BOOOM!! / Punk MF                                        | 2012 | Scantraxx                        | |  |
| Smells Like Hardstyle                                    | 2012 | Free Release                     | |  |
| Someone Like You                                         | 2012 | Free Release                     | Met Ndrah Lake                                                                                                  |  |
| Bring Me Down                                            | 2012 | Scantraxx                        | Met Audiofreq, feat. Teddy                                                                                      |  |
| We Are One!                                              | 2012 | Scantraxx                        | Met Audiofreq                                                                                                   |  |
| Reflections Of Your Dark Side                            | 2012 | Scantraxx Special                | Official Black 2012 Anthem                                                                                      |  |
| My Style                                                 | 2012 | Scantraxx                        | |  |
| H3Y!                                                     | 2013 | Scantraxx Special                | |  |
| Ordinary Life                                            | 2013 | SectionZ Records                 | KATFYR Remix |  |
| The Bizz                                                 | 2013 | Scantraxx                        | |  |
| Prozaxx (X-Pander Kick Edit)                             | 2013 | Free Release                     | Met Zatox |  |
| R3tro                                                    | 2013 | Scantraxx                        | |  |
| So Wrong                                                 | 2013 | Scantraxx                        | Met Popr3b3l |  |
| Everlasting                                              | 2013 | Scantraxx Special                | |  |
| Summer of 2011 (Prophet Refixx)                          | 2014 | Origins                          | Proppy & Heady                                                                                                  |  |
| Tracking The Beat                                        | 2014 | Scantraxx                        | |  |
| One Moment                                               | 2014 | Scantraxx                        | Bass Modulators Remix                                                                                           |  |
| Triple F (Fight For Freedom)                             | 2014 | Scantraxx                        | Met The Anarchist                                                                                               |  |
| Hoo-Ey                                                   | 2014 | Scantraxx                        | |  |
| Conquer the World                                        | 2014 | Scantraxx                        | Met Audiotricz                                                                                                  |  |
| Embrace                                                  | 2014 | Scantraxx                        | |  |
| For The Better                                           | 2014 | Scantraxx                        | |  |
| H3Y! (2014 Edit)                                         | 2014 | Scantraxx                        | |  |
| I'm The King                                             | 2014 | Scantraxx                        | Met Adaro |  |
| Evil Rains                                               | 2014 | Scantraxx                        | Met Rob Gee |  |
| Echoes                                                   | 2014 | Scantraxx                        | Met Lilly Julian                                                                                                |  |
| Afsluitplaatje                                           | 2014 | Scantraxx                        | |  |
| Make Me Stay                                             | 2014 | Scantraxx                        | Met Noisecontrollers & Leonie Meijer                                                                            |  |
| Breaks E.P. 1                                            | 2014 | Scantraxx                        | |  |
| Breaks E.P. 2                                            | 2014 | Scantraxx                        | |  |
| Louder                                                   | 2014 | Scantraxx                        | |  |
| IDGAF (I Don't Give A Fuck)                              | 2014 | Scantraxx                        | Met The Anarchist, feat. Rob Gee                                                                                |  |
| Dark Matter                                              | 2014 | Scantraxx                        | Met The Anarchist, Official Ground Zero 2014 Anthem                                                             |  |
| Rokkstar                                                 | 2014 | Scantraxx                        | |  |
| Kikkdrum                                                 | 2014 | Scantraxx                        | |  |
| Till I Die                                               | 2015 | Scantraxx                        | |  |
| Jumpp Upp                                                | 2015 | Foolish Records                  | Met Darkraver                                                                                                   |  |
| Mixmaster                                                | 2015 | Scantraxx                        | |  |
| Reverse Bass                                             | 2015 | Scantraxx                        | |  |
| Flute                                                    | 2015 | Scantraxx                        | |  |
| Desire                                                   | 2016 | Scantraxx                        | |  |
| Caramba!                                                 | 2016 | Scantraxx                        | |  |
| Timemachine                                              | 2016 | Scantraxx                        | |  |
| Hunt You Down                                            | 2016 | Scantraxx                        | met Rob GEE |  |
| Skum                                                     | 2017 | Scantraxx                        | |  |
| Mission Impossible                                       | 2017 | Scantraxx                        | met The Ultimate MC                                                                                             |  |
| Wanna play                                               | 2019 | Scantraxx                        | premiered at Qlimax 2018 by Dr. Peacock                                                                         |  |
| Recession 2K19                                           | 2019 | Scantraxx                        | |  |
| Wasteland                                                | 2019 | Scantraxx                        | Met KELTEK |  |
| HRDSTL                                                   | 2019 | Scantraxx                        | |  |
| MF DJ                                                    | 2019 | Scantraxx                        | Met E-Life |  |
| The Lonesome Boatman                                     | 2019 | Scantraxx                        | |  |
| Non-Stop                                                 | 2019 | Scantraxx                        | |  |
| All In My Head                                           | 2020 | Scantraxx                        | Met Devin Wild & Remi                                                                                           |  |
| Get Dumb!                                                | 2020 | Scantraxx                        | |  |
| YRML 2K20                                                | 2020 | Scantraxx                        | Met D. Sonar & jdj                                                                                              |  |
| Outta Control                                            | 2020 | Scantraxx                        | |  |
| Wanna Play? (270 BPM Terror Edit)                        | 2020 | Scantraxx                        | |  |
| The Miracle                                              | 2020 | Scantraxx                        | |  |
| I Got A Dream                                            | 2020 | Scantraxx                        | |  |
| Get Dumb! (Melody Mix)                                   | 2020 | Scantraxx                        | |  |
| Kikkdrum (Funkyzeit Remix)                               | 2020 | Scantraxx                        | |  |
| Lay Low                                                  | 2021 | Scantraxx                        | |  |
| Creatures Of The Night                                   | 2021 | Scantraxx                        | |  |
| It's My Beat                                             | 2021 | Scantraxx                        | |  |
| Underworld                                               | 2021 | Scantraxx                        | |  |
| Listen To Your Hardcore                                  | 2021 | Scantraxx                        | |  |
| Esta Loca                                                | 2022 | Scantraxx                        | |  |
| In Hardstyle We Trust                                    | 2022 | Scantraxx                        | Met Chuck Roberts                                                                                               |  |
| In Hardstyle We Trust (Melody Mix)                       | 2022 | Scantraxx                        | Met Chuck Roberts                                                                                               |  |
| Never Fake                                               | 2022 | Scantraxx                        | |  |
| Never Alone                                              | 2022 | Scantraxx                        | |  |
| H3Y! (REVIVE Remix)                                      | 2022 | Scantraxx                        | Met REVIVE |  |
| The Get Back                                             | 2023 | Scantraxx                        | Met Fronliner                                                                                                   |  |
| Born To Be Free                                          | 2023 | Scantraxx                        | Met Ran-D |  |
| Haters Gonna Hate                                        | 2023 | Scantraxx                        | Met Frequencerz                                                                                                 |  |
| Killing No More                                          | 2023 | Scantraxx                        | Met Dr. Peacock                                                                                                 |  |
| Ichiban                                                  | 2023 | Scantraxx                        | Met Malice |  |
| Connonball (The Prophet Remix)                           | 2023 | Dutch Master Works               | Met Showtek & Justin Prime                                                                                      |  |
| Make Some Noise                                          | 2023 | Scantraxx                        | Met Level One                                                                                                   |  |
| Wake Up! (Major Conspiracy Remix)                        | 2024 | Scantraxx                        | Met Brennan Heart & Major Conspiracy                                                                            |  |
| Nothing But Rave                                         | 2024 | Scantraxx                        | Met D-Block & S-te-Fan                                                                                          |  |
| Stampuhh!! (D-Fence) Remix                               | 2024 | Scantraxx                        | Met Deepack & D-Fence                                                                                           |  |
| Explode (Welcome To The Underground)                     | 2024 | Scantraxx                        | |  |